# Ra Kyung-min
Ra Kyung-min (n. 25 noiembrie 1976, Hongcheon, Gangwon-do, Coreea de Sud) este o jucătoare de badminton ce a reprezentat Coreea de Sud, medaliată olimpică. A participat la 3 ediții ale Jocurilor Olimpice (1996, 2000, 2004) în care a câștigat o medalie de argint și o medalie de bronz.